# Intel 80186
Der Intel 80186, auch iAPX 186, und der Intel 80188, auch iAPX 188, sind Weiterentwicklungen der 8086- und 8088-CPUs von Intel aus dem Jahr 1982. Die Unterschiede zwischen den beiden CPUs sind analog zu den Unterschieden zwischen 8086 und 8088: Der 80186 hat einen externen 16-Bit-Datenbus, der 80188 nur einen 8-Bit-Datenbus. Beide wurden – im Gegensatz zu den übrigen Prozessoren der x86-Prozessor-Reihe – nur sehr selten in PCs eingesetzt, da Intel Funktionen in den Chip integriert hatte, die eher für einen Mikrocontroller typisch sind und die beim Bau eines IBM-kompatiblen PCs keinen Vorteil boten.

## Aufbau

Intel 80186: Funktionsblockschaltbild

Zusätzlich zu einem CPU-Kern, der dem Real-Mode-Teil des 80286 entsprach, bot der 80186 bzw. der 80188:
- Taktgenerator,
- drei Zeitgeber (Timer) bzw. Zähler,
- DMA-Steuerung mit zwei Kanälen,
- Interrupt-Steuerung,
- programmierbare Chip-Select-Generierung,
- Refresh-Generator für DRAM.

## Rechner mit 80186

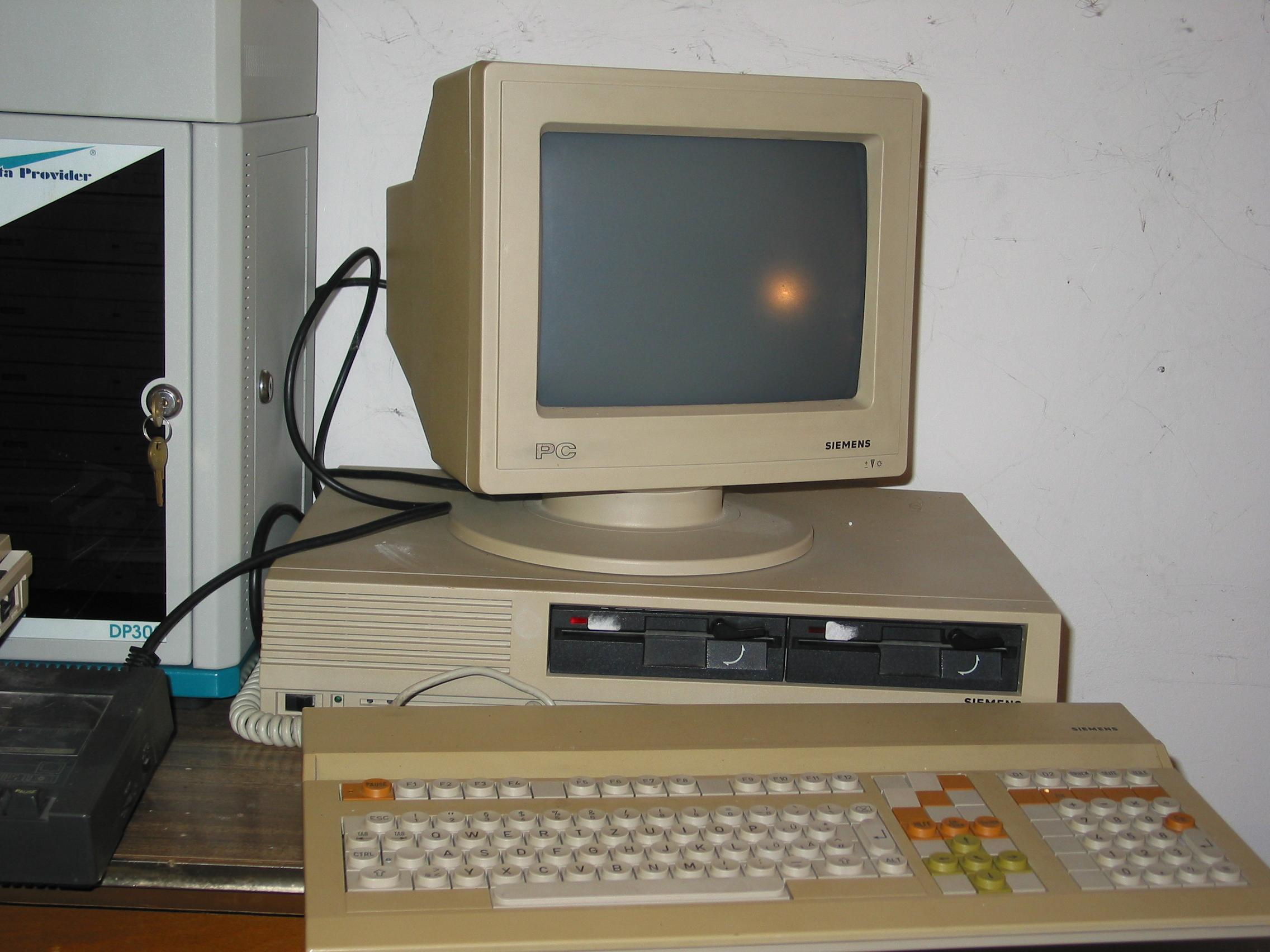
Siemens PC-D

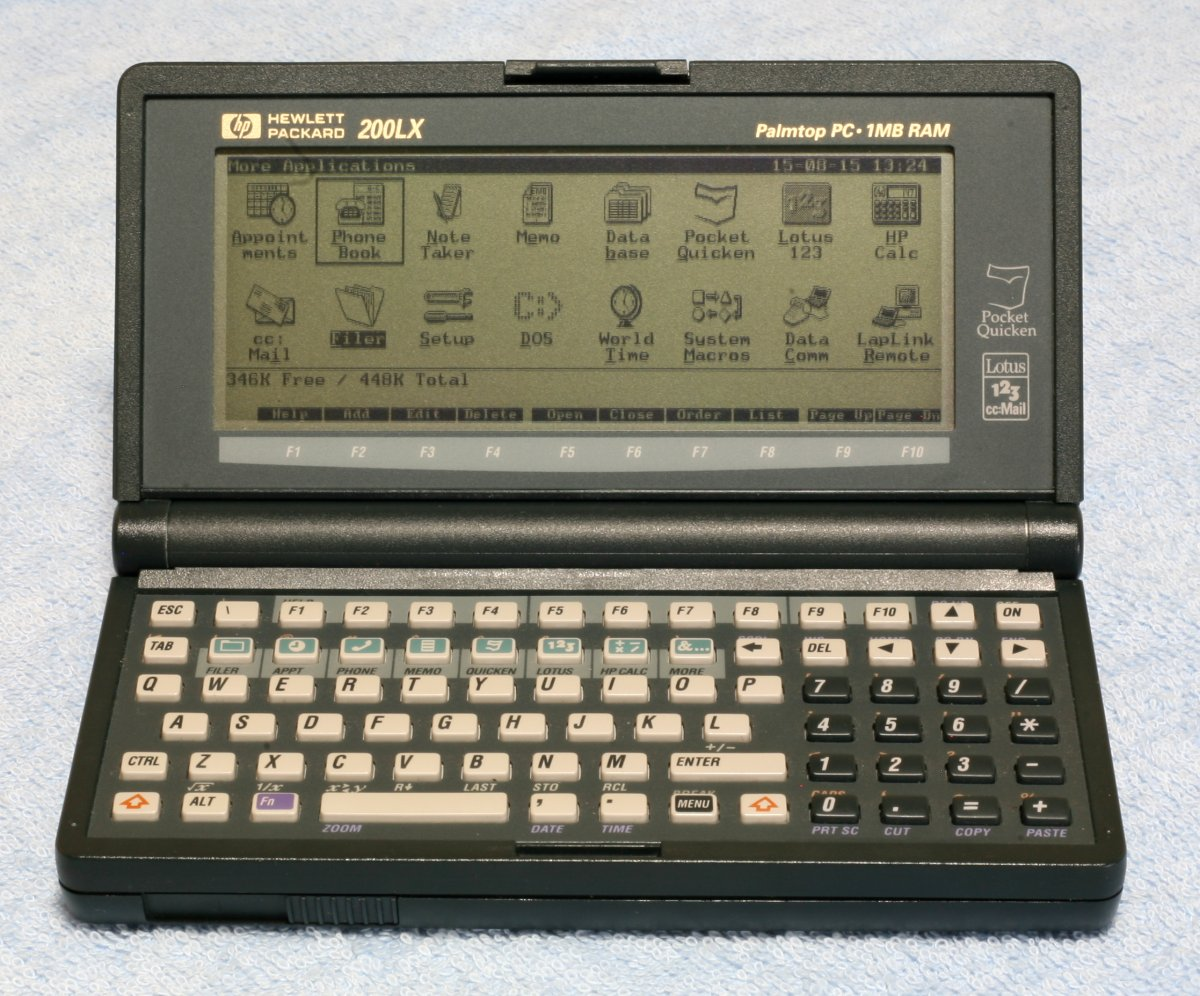
HP 200LX

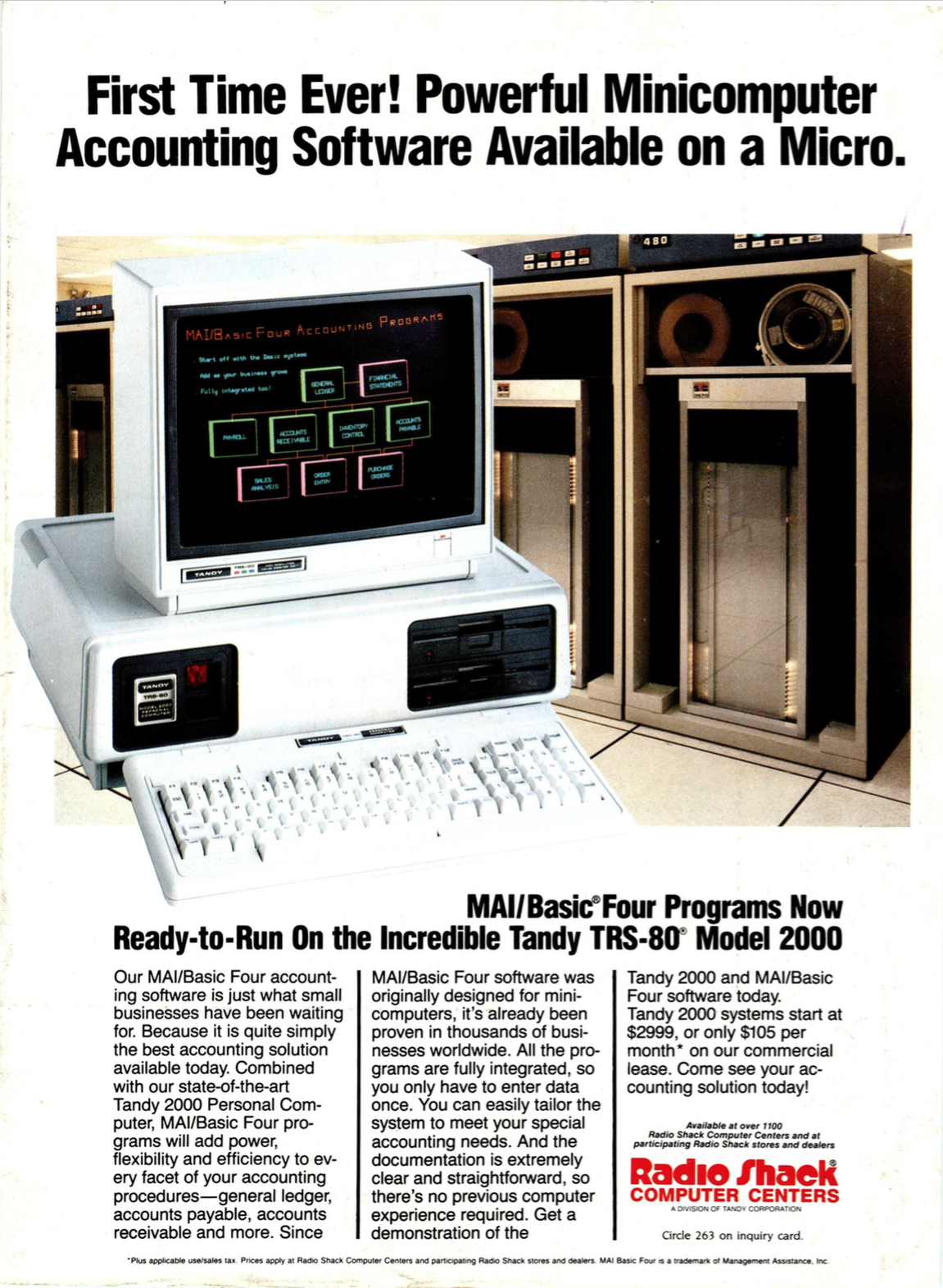
Werbung im Byte-Magazin (July 1984) für die Tandy 2000

Trotz der Ausrichtung auf Mikrocontroller gab es Hersteller, die PCs mit diesen CPUs realisiert haben: Der 1984 erschienene Siemens PC-D, der erste DOS-PC von Siemens, wurde mit MS-DOS in Version 2.11 ausgeliefert. Er entstand unter Weglassen einer externen Speicherverwaltung (MMU) aus der Sinix-Workstation Siemens PC-X. Alle Modelle besaßen eine mit 8 MHz getaktete 80186-CPU. Weitere Desktoprechner mit 80186 CPU waren:
- Apricot Portable (UK)
- Goupil G4 (Frankreich)
- HP 200LX (USA)
- IBS Ultraframe (USA)  - S100 basiertes System mit mehreren 80186 Boards für bis zu 32 User
- MAD Computer (USA)
- Mindset
- MITAC Paragon (USA)
- Philips YES (Österreich)
- RM Nimbus (England)
- Tandy 2000 (USA)
- Telenova Compis (Schweden)
- Triumph-Adler Alphatronic P50/P60 (Deutschland)
- Unisys ICON (Kanada)
- Olimarck Top 15 / 25 (OEM aus Hong-Kong, Belgien, Niederlande, Frankreich)

Compis, Nimbus und ICON waren dabei spezielle Entwicklungen für den Schuleinsatz.

## Einsatzgebiet
Das Haupteinsatzgebiet des 80186/88-Prozessors war jedoch der Embedded-Markt, für den beide CPUs aufgrund der Integration eines Timers und eines Interrupt-Controller eigentlich prädestiniert waren. Aufgrund der geringeren Komplexität des CPU-Kerns ist der 80186 wesentlich stromsparender als Module späterer x86-Prozessoren, beispielsweise auf Basis des Intel Pentium. Gleichzeitig können Programme für den 80186/88 ohne Weiteres mit den unter MS-DOS üblichen Entwicklungswerkzeugen, beispielsweise von Borland, programmiert werden; ein Vorteil, der unter anderem einer der Gründe dafür ist, warum 80186/88-kompatible Prozessoren derart beliebt waren und sogar bis in die 2000er Jahre eingesetzt wurden. So wurde der Intel SB60168, eine spätere Variante des 80186, noch bis 2007 gebaut.
Es gibt auch 80186-IP-Cores, die es ermöglichen, die logische Beschreibung eines 80186 auf einen FPGA-Baustein zu laden und die darüber hinaus für den Anwendungszweck benötigten externen Funktionen hinzuzufügen. 80186/88-kompatible Prozessoren, wenn auch anderes benannt, arbeiteten daher in vielen Haushaltsgeräten, industriellen Steuerungen, Labor- und Messgeräten und sogar bestimmten Airbus-Flugzeugen. Beispielsweise haben Prozessoren der NEC V20-Familie einen 80186-kompatiblen Befehlssatz.

## Fotogalerie

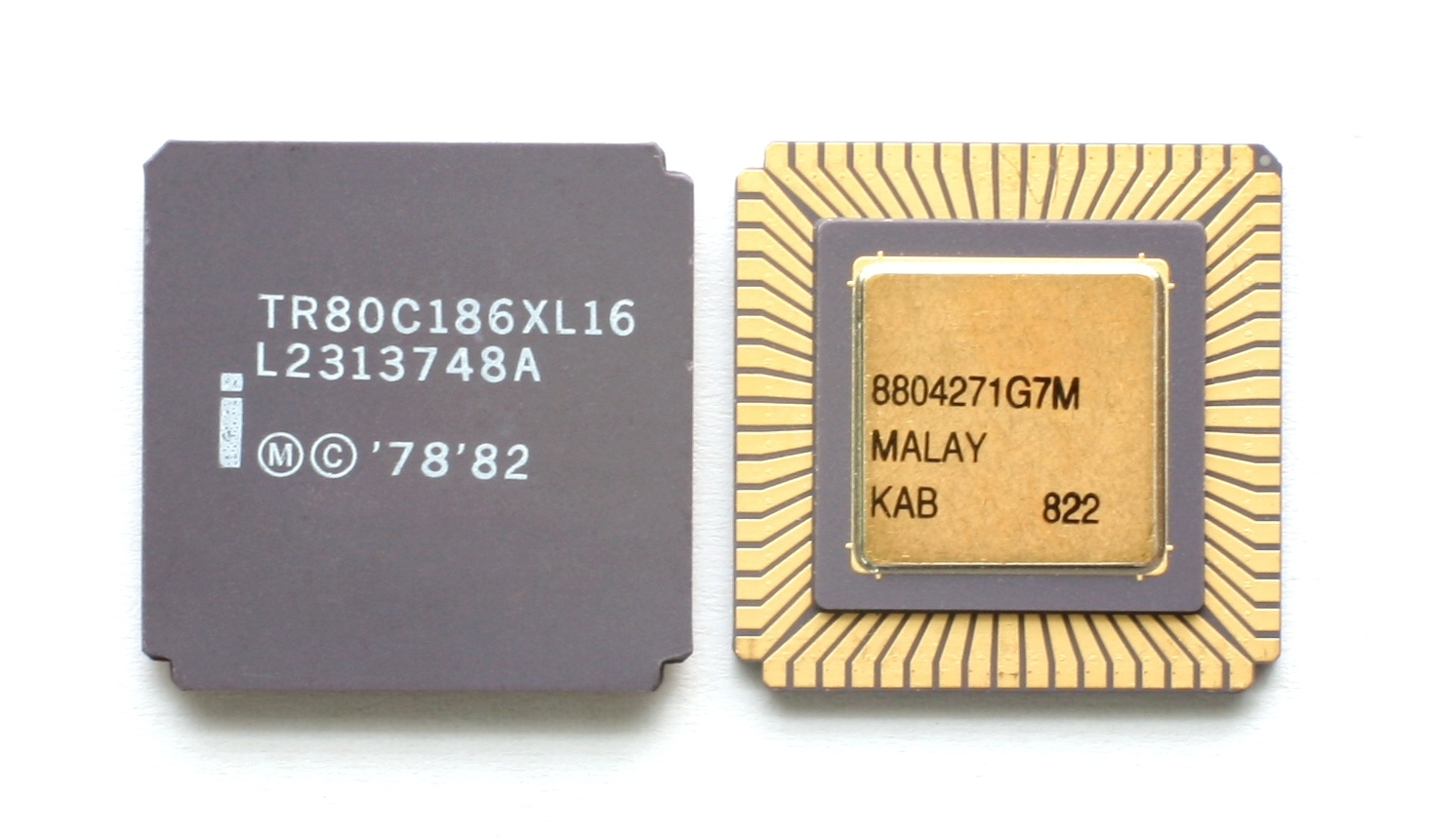
Ober- und Unterseite einer R80C186-CPU von Intel in Malaysia gefertigt (CLCC-Gehäuse)
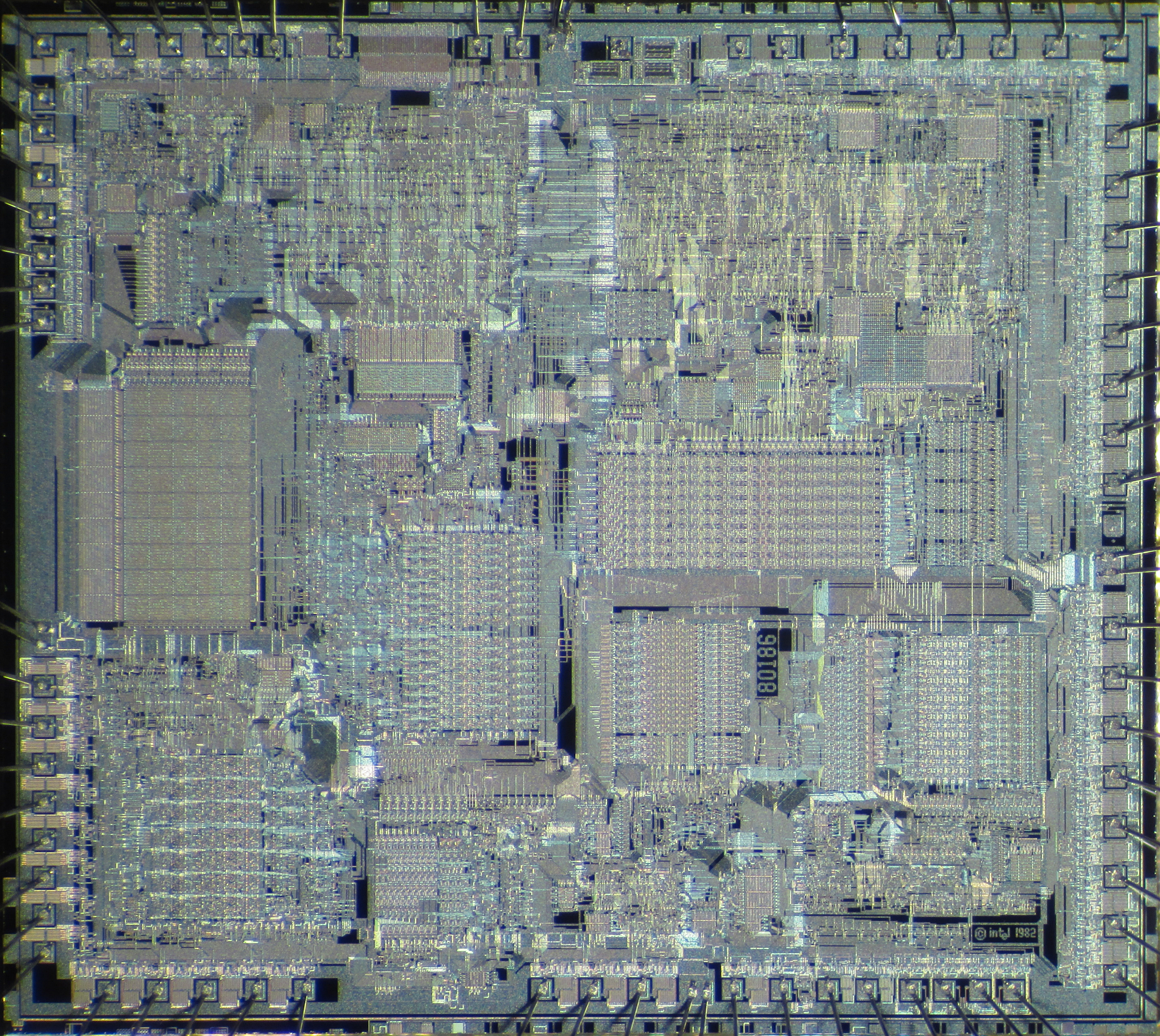
Die eines Intel 80186 (C80186-3, S40173)
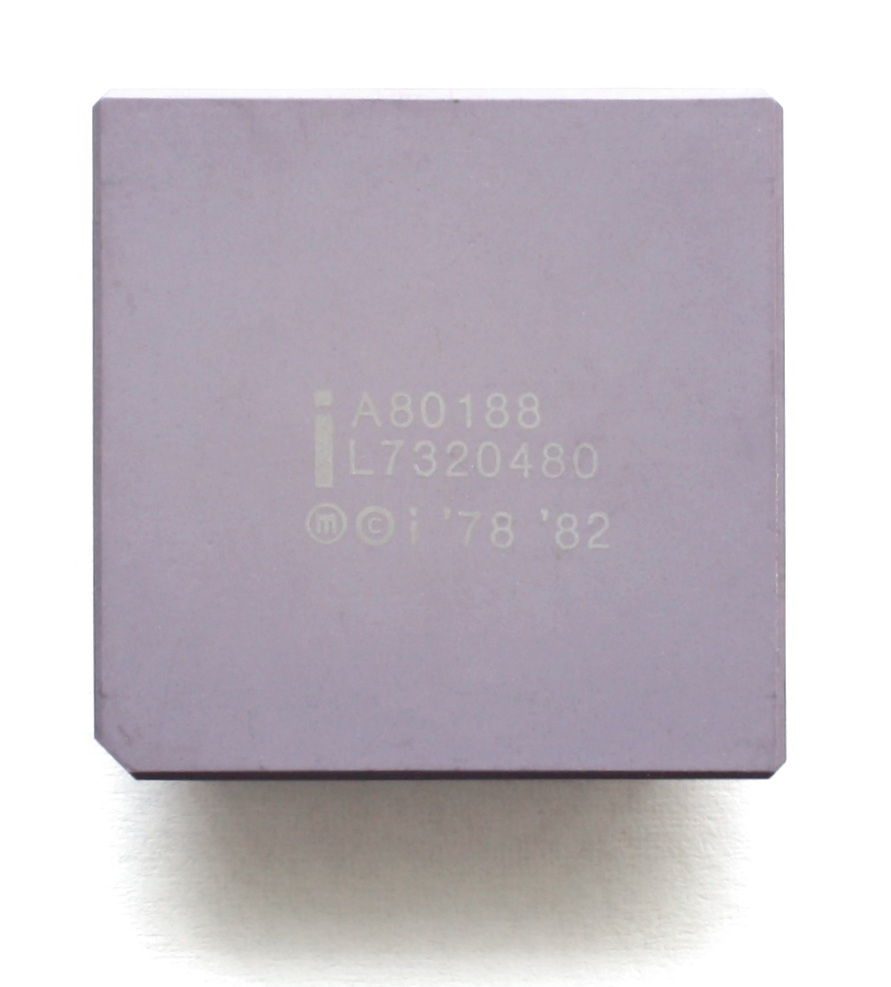
Keramikgehäuse Intel 80188 (CPGA-Gehäuse)
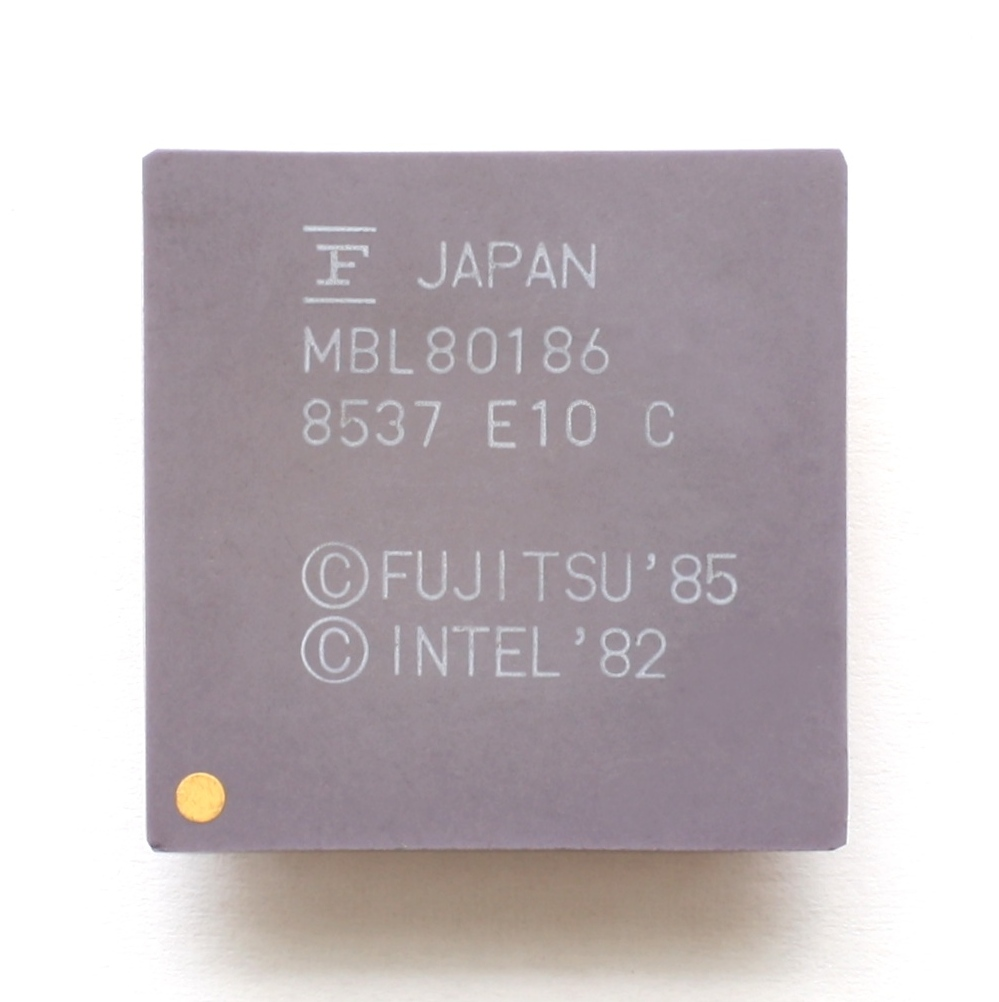
80186 von Fujitsu in Lizenz gefertigt (CPGA-Gehäuse)
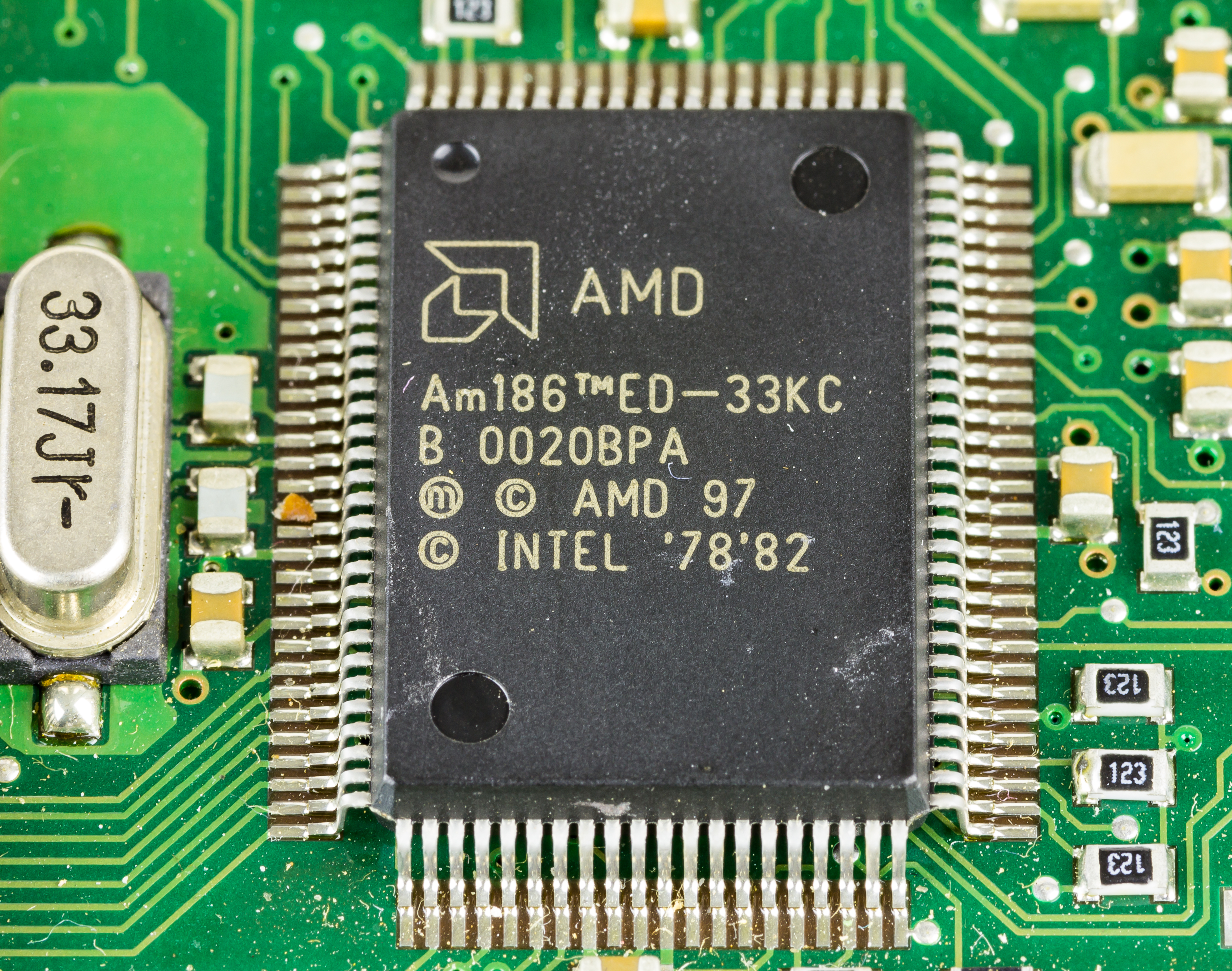
Am186 in einem „1&1 NetXXL powered by Fritz!“-Router von AVM (PQFP-Gehäuse)
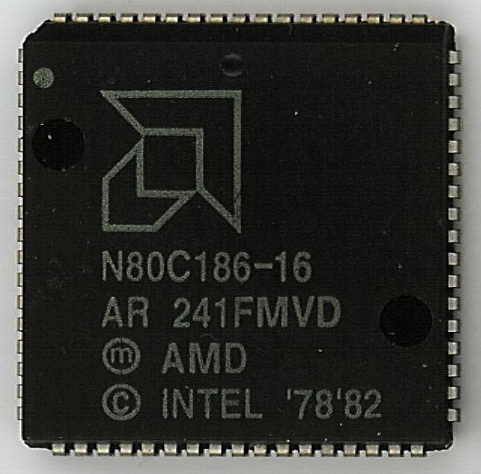
Am186 im PLCC-Gehäuse